# Parevania semirufa
Parevania semirufa är en stekelart som beskrevs av Jean-Jacques Kieffer 1907. Parevania semirufa ingår i släktet Parevania och familjen hungersteklar. Inga underarter finns listade i Catalogue of Life.